# Neoklasična škola
Neoklasična škola razvija se od 1871. godine, odnosno od uspona marginalizma i teorije marginalne korisnosti neoklasičari nastoje slijediti misli klasične škole, ali pomoću teorije marginalne korisnosti koja odbacuje klasičnu teoriju troškova proizvodnje i teoriju radne vrijednosti za razliku od klasičara, priznaju da tržišni mehanizam ima neke nedostatke i da država može otkloniti te nedostatke pomoću mjera ekonomske politike i bez transformacije privatnog u državno vlasništvo.
To je razdoblje obnove klasične ekonomske misli u pogledu prihvaćanja niza kategorija klasične škole, a posebno Smith-ovih teorija.
Njene temeljne ideje su sljedeće: predmet ekonomske znanosti postaju rijetka dobra ili resursi za koje je izrazito važno njihovo efikasno korištenje i optimalna alokacija, zatim objektivna ekonomska analiza; matematičko i grafičko objašnjavanje ekonomskih pojava; ponudili su deduktivnu i matematičku analizu funkcionalnih veza i odnosa između ekonomskih varijabli i procesa posebno u mikroekonomiji što podrazumijeva velik odmak od realnosti. Uvodi se teorija granične korisnosti, a koja i danas glasi kao spoznajno valjana i istinita. Teorijom marginalne produktivnosti se doskočilo Marxovoj teoriji viška vrijednosti i riješio se problem "viška", neoklasičari su na olakšanje kapitalista vlasnika sredstava proizvodnje, ustvrdili da viška vrijednosti jednostavno -nema. Oni tvrde da su u slobodnoj konkurenciji cijene pojedinih faktora proizvodnje (renta, najamnina, kamata) izjednačeni s njihovim marginalnim doprinosom proizvodnji, čitav novostvoreni proizvod raspodjeljuje se na navedene dohotke iz čega slijedi da nema nikakvog viška jer je svatko nagrađen ovisno o graničnom proizvodu rada ili kapitala koji ulaže tijekom proizvodnog procesa. 
Mikroekonomska analiza prelazi u fokus zanimanja, glavni predmet promatranja je pojedinac, kućanstvo, poduzeće, važne su cijene, ponašanje potrošača, tržišna ravnoteža. 
Tržište se smatra kao najbolji mehanizam upravljanja privredom, ali za razliku od klasičara mu priznaju neke nedostatke i npr. uvode pojam monopola, i dalje kritiziraju državni intervencionizam i groze se bilo kakvog uplitanja državnog aparata u ekonomske procese. Ekonomiji pristupaju mehanicistički, prihvaćaju Say-ov zakon tržišta te zauzimaju stav o spontanom uspostavljanju ravnoteže na tržištu. Potpuni zaokret u krivom smjeru je trenutak kad su se ekonomske pojave i procesi počeli promatrati izvan povijesnog konteksta, stvara se tendencija formiranja općih zakona za analizu proizvodnje, razmjene, raspodjele i potrošnje izvan ekonomskih zakona koji vrijede u svim zemljama i vremenima. Neoklasičari smatraju da navedeno podrazumijeva objektivnu ekonomsku analizu koja je oslobođena vrijednosnih sudova kako političkih tako i moralnih za što su kritičari neoklasike imali najviše materijala i razloga za kritiku. 
Neoliberalna škola je najšira i trenutno najutjecajnija na svjetskoj akademskoj sceni s obzirom na broj njezinih sljedbenika, autora, nobelovaca pristaša neoklasike, izdanih knjiga i časopisa. Ova škola dominira na akademskoj i političkoj sceni od konca 19. st. Unutar sebe se grana na niz podgrupa ili struja :

## a) Marshallova sinteza
Ime je dobila po Alfredu Marshallu, profesoru političke ekonomije na Oxfordu. Naziv je dobila zato što pokušava objediniti teoriju troškova proizvodnje od Ricarda i Smitha i teoriju granične korisnosti s druge strane. 

## b) Hicks-Samuelsonova sinteza
Ona s jedne strane objedinjuje klasičnu mikroekonomiju i kejnezijansku makroekonomiju s druge strane. Hicks-Samuelsonova sinteza je nastala 30-tih godina prošlog stoljeća, a postala je dominantna u 50. – 60.-tim godinama do danas. Sama sebe naziva "mainstream economics"

## c) Ekonomika ponude (Supply-side economics)
Obnavlja klasičnu školu preko ponovnog uvođenja Say-ovog zakona ponude.
Druga polovina 70-tih dovodi do prodora novog teorijskog pravca supply-side economics (ekonomija ponude).Ona, moglo bi se reći, pozicionirala se nasuprot kejnezijanaca. Dok kejnezijanci upravljaju potražnjom ekonomija ponude djeluje na strani ponude. 
Njeni predstavnici su bili ekonomisti Arthur Laffer, Paul Craig Roberts i Norman Ture. Za nju su se zalagali i Ronald Reagan i Margaret Thatcher. Dva osnovna obilježa škole ponude su zagovaranje poticaja i zagovaranje velikog smanjenja poreza, tj. privredom ne treba upravljati preko AD (keynesijansko stajalište) već putem AS, treba se vratiti Sayovom zakonu tržišta i smanjiti poreze radi poticanja AS. Lafferova krivulja pokazuje grafički djelotvornost porezne politike, te ilustrira vezu između poreznih prihoda i poreznih stopa. Maksimalni porezni prihod se ostvaruje pri poreznoj stopi od 50% (u teoriji), tj.pri stopama od 70–80% u stvarnosti.

## d) Ekonomika racionalnih očekivanja
Obnavlja liberalnu školu preko analize političkih i poslovnih očekivanja u pogledu kretanja smjera i mjera državne politike, ova struja je između ostalog imala utjecaj na Stabilizacijski program iz 1993. godine.

## e) Konstitucionalna politička ekonomija
Obnavlja klasiku preko analize utjecaja ustava i drugih pravila ekonomske i političke igre na ekonomsku djelatnost, odnosno, pokušavaju objasniti ponašanje političara pomoću neoklasične analize o ponudi i potražnji pa se ta analiza najviše koristi pod nazivom Teorija javnog izbora. Samo ova grana neoklasike koristi naziv politička ekonomija dok ostale za svoju vrstu znanja preferiraju izraz "economics".

## f) Monetarizam
Monetarizam je naziv za modificiranu i proširenu kvantitativnu teoriju novca koja je uklopljena u teoriju kapitala iz neoklasične škole. Idejni voditelj je američki profesor s MIT-a, nobelovac Milton Friedman koji 50-tih godina 20. stoljeća uvodi ideje monetarizma u ekonomsku zajednicu i postiže velik uspjeh. On obnavlja teze neoklasične škole preko teze o ulozi novca u zbivanju i reguliranju ekonomskih procesa i ostalih monetarnih agregata. Svoj uspon doživljava u 60-tim i 70-tim godinama, a pogotovo nakon velike naftne krize 70-tih kada se prvi puta u povijesti desilo da u privredi istovremeno egzistiraju i inflacija i velika nezaposlenost odnosno stagflacija. Do tada se smatralo da je to nemoguće, odnosno da jedna pojava isključuje drugu. 
Monetarizam analizira monetarni sektor i tržište novca. Središnje teme su im: agregatna ponuda i agregatna potražnja, način uravnoteženja tržišta novca i njegov utjecaj na realni sektor. 
Agregatna ponuda je vrlo strma pa porast potražnje ne utječe na BDP ali zato utječe na cijene.
Monetaristi smatraju da je tržište novca posebno važno i da od njega kreće proces uravnoteženja i stabilizacije makroekonomskog sustava. Proces uravnoteženja i stabilizacije robnog sektora monetaristi prepuštaju tržišnim snagama tog sektora. 
Unutar stabilnih monetarnih okvira brzinu kretanja novca u opticaju (V) možemo definirati kao odnos između nominalnog BDP-a i novčane mase (M) koja postoji u nekoj ekonomiji  
V = BDP/M ili V = PQ/M
Teoretičari monetarizma i njihove pristaše smatraju da je inflacija veće zlo od nezaposlenosti i da je najvažniji cilj monetarne politike stabilizacija cijena i smanjivanje inflacije, pa makar i uz porast stope nezaposlenosti.